# Trichopsis
Trichopsis – rodzaj słodkowodnych ryb okoniokształtnych, zaliczany do błędnikowców.

## Klasyfikacja
Gatunki zaliczane do tego rodzaju:
- Trichopsis pumila – skrzeczyk karłowaty[3]
- Trichopsis schalleri – skrzeczyk średni[4]
- Trichopsis vittata – skrzeczyk pręgowany[3], skrzeczyk[5]